# Francesco Franchi (politico)
Francesco Franchi (Teramo, 23 ottobre 1902 – Teramo, 23 gennaio 1980) è stato un avvocato e patriota italiano, sindaco del Comune di Teramo dal 1946 al 1949 (primo sindaco teramano della Repubblica Italiana) e vice direttore generale dell’INPS negli anni ’60.

## Biografia
Nato a Teramo dal regio Notaio D. Saverio Franchi, Commendatore della Corona d’Italia e Deputato provinciale; e da D.na Luisetta De Marco di Teramo. Laureato in giurisprudenza presso l’Università di Roma di S. Ivo alla Sapienza, nel periodo 1925-1940 ricoprì svariate cariche nell’ambito del comune di Teramo (membro della Commissione per l’Edilizia e l’Ornato, del Comitato dei Patroni della Congregazione di Carità, del Consiglio direttivo del Circolo Amatori e Cultori d’Arte, della Commissione Comunale per i ricorsi contro i Tributi Locali, del Comitato Amministrativo del Consorzio provinciale Antitubercolare, presidente del Sindacato provinciale dei Proprietari di Fabbricati, consigliere d’amministrazione del Liceo Musicale Braga).
Difese le ragioni degli insorti di Bosco Martese nella riunione dei maggiorenti comunali, indetta dal prefetto di Teramo il 23 settembre 1943, contro la chiamata alla leva obbligatoria delle classi 1924-1929 destinate dal comando tedesco al lavoro coatto. Per questo motivo fu arrestato e tradotto nelle carceri di S. Agostino di Teramo, di Regina Coeli di Roma al 6° braccio, del Forte Urbano di Castelfranco Emilia (Modena) dove rimase fino al giugno 1944 quando venne trasferito nel campo di prigionia di Badia a Ripoli (Firenze) dal quale fuggì in modo rocambolesco.
Il 28 agosto 1946 fu eletto Sindaco di Teramo all'unanimità, ottenendo l’appoggio in Consiglio Comunale su tutte le delibere, e rimanendo in carica fino al 18 agosto 1949:
Per oltre trentanni ha svolto le funzioni di dirigente dell’INPS in vari settori; nel 1952 si trasferì a Roma con la famiglia per proseguire la carriera presso la sede centrale, culminata con la carica di vice direttore generale dell’Istituto negli anni sessanta. Nel 1968/1969, collaborò con l’on. Giacomo Brodolini, ministro del lavoro e delle politiche sociali, alla redazione dello Statuto dei Lavoratori.